# Theodor Niethammer
Theodor Niethammer (* 2. April 1876 in Böblingen; † 28. Juli 1947 in Basel) war ein Schweizer Astronom und Geodät und Ordinarius an der Universität Basel.

## Leben
Niethammer studierte von 1894 bis 1904 Astronomie in Basel und erhielt 1904 die Promotion. Von 1899 bis 1919 war er als Ingenieur für die Schweizerische Geodätische Kommission tätig und spezialisierte sich auf geophysikalische Schweremessungen und deren Einfluss auf die Geoidform. Von 1919 bis 1946 war Niethammer Professor für Astronomie und Leiter der astronomisch-meteorologischen Anstalt der Universität Basel.
Bleibende Bedeutung hat Niethammer vor allem durch seine Beiträge zur Astrogeodäsie, wo er neue Methoden zur präzisen Azimutmessung entwickelte und sich intensiv mit der Minimierung von Instrumentalfehlern befasste. In der Gravimetrie geht das erste Schweregrundnetz der Schweiz auf ihn zurück.